# Акулово (Калінінградська область)
Акулово (рос. Акулово) — селище Німанського району, Калінінградської області Росії. Входить до складу Німанського міського поселення.
Населення —  349 осіб (2015 рік). 